# Štikovica
Štikovica je mjesto u Dubrovačko-neretvanskoj županiji i dubrovačko je prigradsko naselje, a sa Zatonom i naseljem Vrbica čini jednu cjelinu.

## Zemljopisni položaj
Štikovica se nalazi ispod Jadranske turističke ceste, 6,5 km sjeverozapadno od Dubrovnika, između naselja Lozica i naselja Zaton. Smještena je na jugoistočnoj obali Zatonskog zaljeva.

## Povijest
Štikovica je relativno novo naselje u kojem predvladavaju vile i kuće s apartmanima za iznajmljivanje.
Tijekom Domovinskog rata Štikovica je bila pod okupacijom JNA i četnika pa je bila popljačkana a brojne kuće uništene.

## Gospodarstvo
Mještani Štikovice se uglavnom bave turizmom i ribarstvom. U mjestu se nalaze restoran i jedna od najljepših šljunčanih plaža u okolici.

## Sport
U Štikovici ljeti djeluje amaterski vaterpolski klub Štikovica, utemeljen 1999. godine te od tada nastupa u dubrovačkoj Divljoj ligi.

## Stanovništvo
Prema popisu stanovništva iz 2001. godine, Štikovica zajedno s naseljem Zaton ima 858 stanovnika od čega na Štikovicu otpada tek stotinjak. 

## Vanjske poveznice
|  | Zajednički poslužitelj ima još gradiva o temi Štikovica |